# 덕태산
덕태산(德泰山)은 전북특별자치도 진안군 백운면에 자리하고 있는 높이 1,113m의 산이다.
산죽이 많이 자생하는데 어른 키를 넘는 것이 많고 봄철에 진달래,철쭉,산목련,얼레지 꽃이 많이 피고 매년 2월에 고로쇠 수액이 채취된다.
이 산 아래에 진안백운동계곡이 위치해 있고 백운동마을이 같이 있다.

## 같이 보기
- 한국의 산